# Рапото IV (Ортенбург)
Рапото IV (на немски: Rapoto IV, † 1296) е граф на Ортенбург (1275 – 1296) и граф на Мурах (1238 – 1272).

## Биография
Той е вторият син на граф Хайнрих I фон Ортенбург и втората му съпруга Рихгард, маркграфиня фон Хоенбург.
Полубрат е на по-големия Хайнрих II († 1257). Брат е на Гебхард († 1275) и Диполд († 1285), които наследява. През 1272 г. братята продават графство Мурах на баварския херцог Лудвиг II.

## Фамилия
Рапото IV се жени за Кунигунда фон Брукенберг. Те имат децата:
- Хайнрих III († 1345), ∞ Аделхайд († 1335), графиня на Шаунберг, ∞ София, графиня на Хенеберг-Ашах
- Лиутгард, ∞ Хартман II, граф на Вартщайн